# Hundsheim
Hundsheim osztrák község Alsó-Ausztria Bruck an der Leitha-i járásában. 2022 januárjában 636 lakosa volt. 

## Elhelyezkedése

Hundsheim a Bruck an der Leitha-i járásban

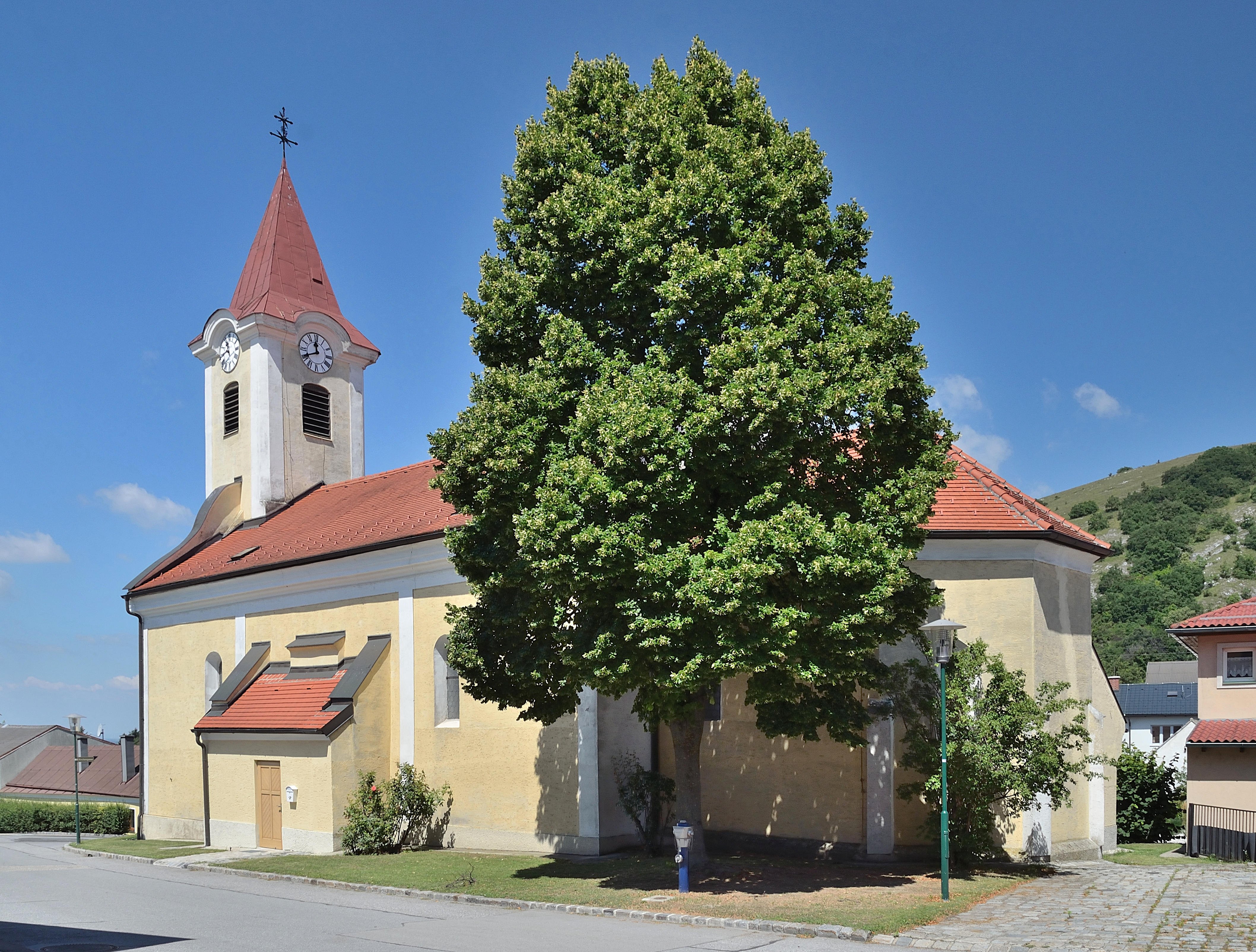
A Szentháromság-plébániatemplom

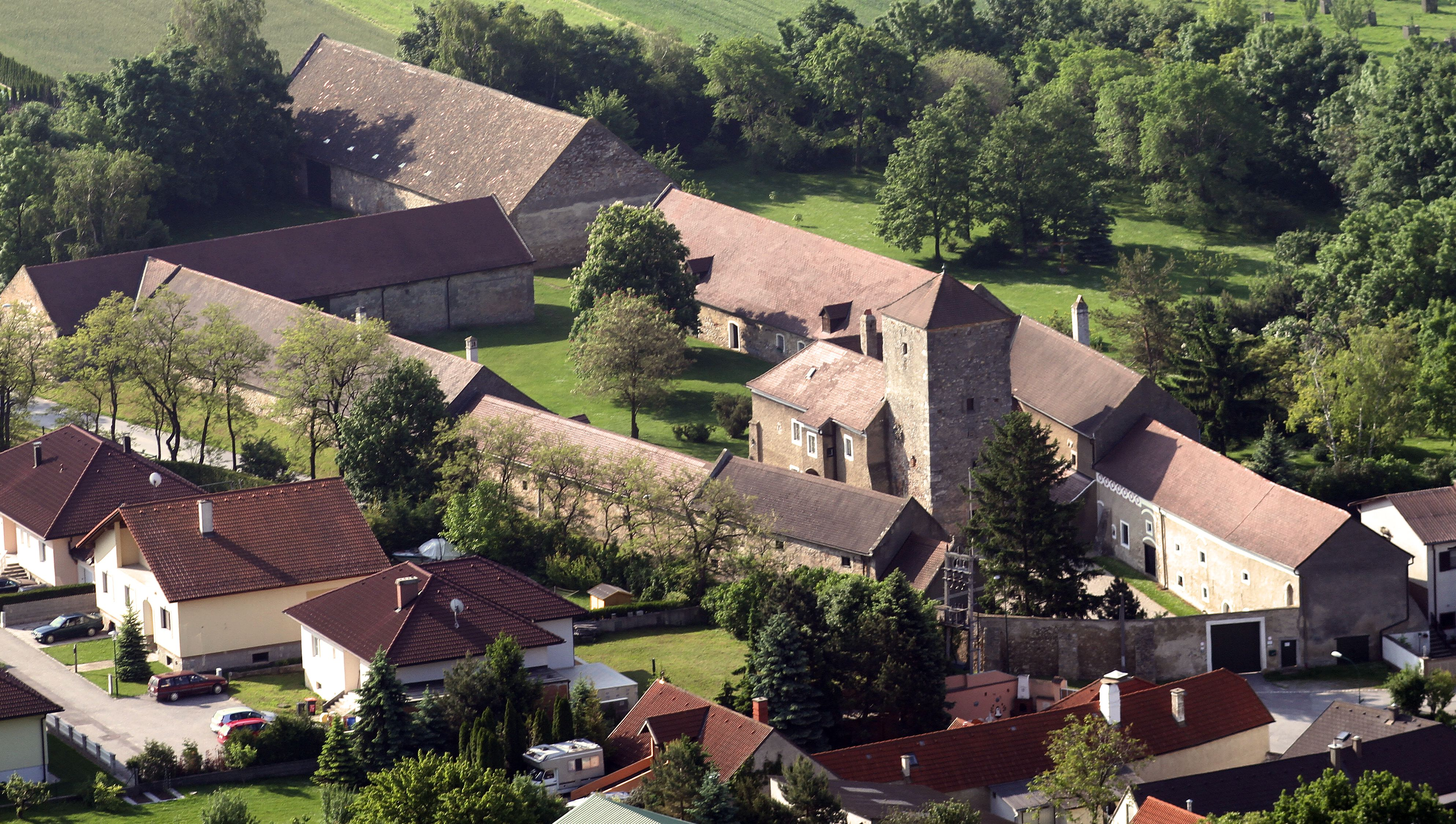
Lakóházhoz épült középkori erődített torony.

Hundsheim a tartomány Industrieviertel régiójában fekszik, a Bécsi-medencében, a Duna és a Lajta közötti síkon, a 480 m-es Hundsheimer Berg déli lábánál. Területének 33,4%-a erdő, 57,2% áll mezőgazdasági művelés alatt. Az önkormányzathoz egyetlen település tartozik. 
A környező önkormányzatok: délre Prellenkirchen, nyugatra Bad Deutsch-Altenburg, északra Hainburg an der Donau, keletre Wolfsthal, délkeletre Nemesvölgy (Burgenland).

## Története
1902-ben a község területén találták annak az ősi orrszarvúfajnak (1,2 millió évvel ezelőttől 450 ezer évvel ezelőttig élt)  a csontjait, amely aztán a Stephanorhinus hundsheimensis nevet kapta.
Az ókorban a község területe Pannonia római provinciához tartozott. Hundsheimet először 1123-ban említik írásban, egy bizonyos, Regenhart de Hundesheim, egy oklevél tanújának nevében. Birtokosai, a von Hundsheimek a gazdagabb nemesek közé tartoztak a Babenberg-hercegek idejében. Birtokukon öt erődített tornyot is emeltek; ezekből kettő máig áll. Román stílusú templomát a 13. században építették, de ez Bécs 1529-es ostroma idején elpusztult, ma csak néhány köve látható egy lakóépület falában. Egy 1832-es leírás szerint akkor kb. 900-an laktak a faluban, elsősorban szőlő- és gyümölcstermesztéssel, valamint mészégetéssel foglalkoztak. 
1942−1945 között Hundsheim Bad Deutsch-Altenburghoz tartozott. Címerét 1987-ben kapta.

## Lakosság
A hundsheimi önkormányzat területén 2022 januárjában 636 fő élt. A lakosságszám 1869 óta 550-700 között ingadozik. 2020-ban az ittlakók 90%-a volt osztrák állampolgár; a külföldiek közül 1,9% a régi (2004 előtti), 7,5% az új EU-tagállamokból érkezett. 0,5% az egykori Jugoszlávia (Szlovénia és Horvátország nélkül) vagy Törökország, 0,2% egyéb országok polgára volt. 2001-ben a lakosok 87,1%-a római katolikusnak, 1,3% evangélikusnak, 2,6% mohamedánnak, 7,9% pedig felekezeten kívülinek vallotta magát. Ugyanekkor a legnagyobb nemzetiségi csoportot a németek (95,2%) mellett a törökök alkották 1,5%-kal.
A népesség változása:

| 2016 | 585 |
| 2018 | 590 |

## Látnivalók
- a Szentháromság-plébániatemploma
- a középkori erődített tornyok (egyikük lakóházba építve)
- a Hundsheimer Berg természetvédelmi terület

## Fordítás
- Ez a szócikk részben vagy egészben  a   Hundsheim című német Wikipédia-szócikk ezen változatának fordításán alapul.  Az eredeti cikk szerkesztőit annak laptörténete sorolja fel. Ez a jelzés csupán a megfogalmazás eredetét és a szerzői jogokat jelzi, nem szolgál a cikkben szereplő információk forrásmegjelöléseként.